# Кучер Богдан Михайлович
Богдан Михайлович Кучер (*11 липня 1957, с. Діброва Рогатинського району) — український співак, поет, композитор, виконавець власних пісень, ведучий духовно-публіцистичних, мистецьких і культурологічних програм на Івано-Франківському обласному радіо, ведучий і режисер концертних заходів, заслужений журналіст України.
Створює і виконує пісні українською мовою.

## Біографія
Закінчив факультет журналістики Львівського університету ім. І.Франка у 1984 році. З 1986 року працює в Івано-Франківській телерадіокомпанії "Карпати". З 2010 року завідувач відділом духовно-публіцистичних програм. Водночас 1999–2003 роках викладав в Івано-Франківській теологічній академії УГКЦ. Автор та ведучий духовно-публіцистичних програм «Отчий світильник», «Горнусь до тебе, Україно», «Пізнай в собі людину», «Наш вибір», літературно-мистецького циклу «Золотий тік».
Серед пісень – «Осінь для матері», «Дивлюсь на маму», «Ви простіть мене, мамо», «Яворова колиска», «Спить на долонях роса», «У небесах моя любов», «Молюся, Боже». Пісні Кучера увійшли до репертуару співаків В. Зінкевича, М. Кривеня, І. Поповича, І. Бобула, С. Ґіґи, І. Мацялка, Я. Крайника, М. Попелюка, Л. Качали, дуетів «Писанка», «Лебеді кохання», «Скриня», «Ярославна», гуртів «Соколи», «Дзвони». Записав 5 аудіоальбомів (власні пісні). Автор збірників поезій та пісень «У небесах моя любов» (Снятин, 1997), книги публіцистичних роздумів та поезій «Сотворімо себе, обираючи вічність» (Івано-Франківськ, 2003 р.).
У 1994 році отримав 1-у премію Всеукраїнського конкурсу радіопередач національного відродження (м.Тернопіль). 
З 1995 року член Національної спілки журналістів України.

## Пісні
• Пісня Богдана Кучера у виконанні автора "Українська хата"
 [Архівовано 31 липня 2020 у Wayback Machine.]
• Пісня Богдана Кучера у виконанні автора "Тату, тату"
 [Архівовано 1 серпня 2020 у Wayback Machine.]
• Пісня Богдана Кучера у виконанні автора "Молюся, Боже"
 [Архівовано 30 липня 2020 у Wayback Machine.]
• Пісня Богдана Кучера у виконанні автора "Хата край дороги"
 [Архівовано 26 липня 2020 у Wayback Machine.]
 [Архівовано 2 вересня 2020 у Wayback Machine.]

## Відзнаки
- Золота медаль української журналістики.